# Tilghman Howard

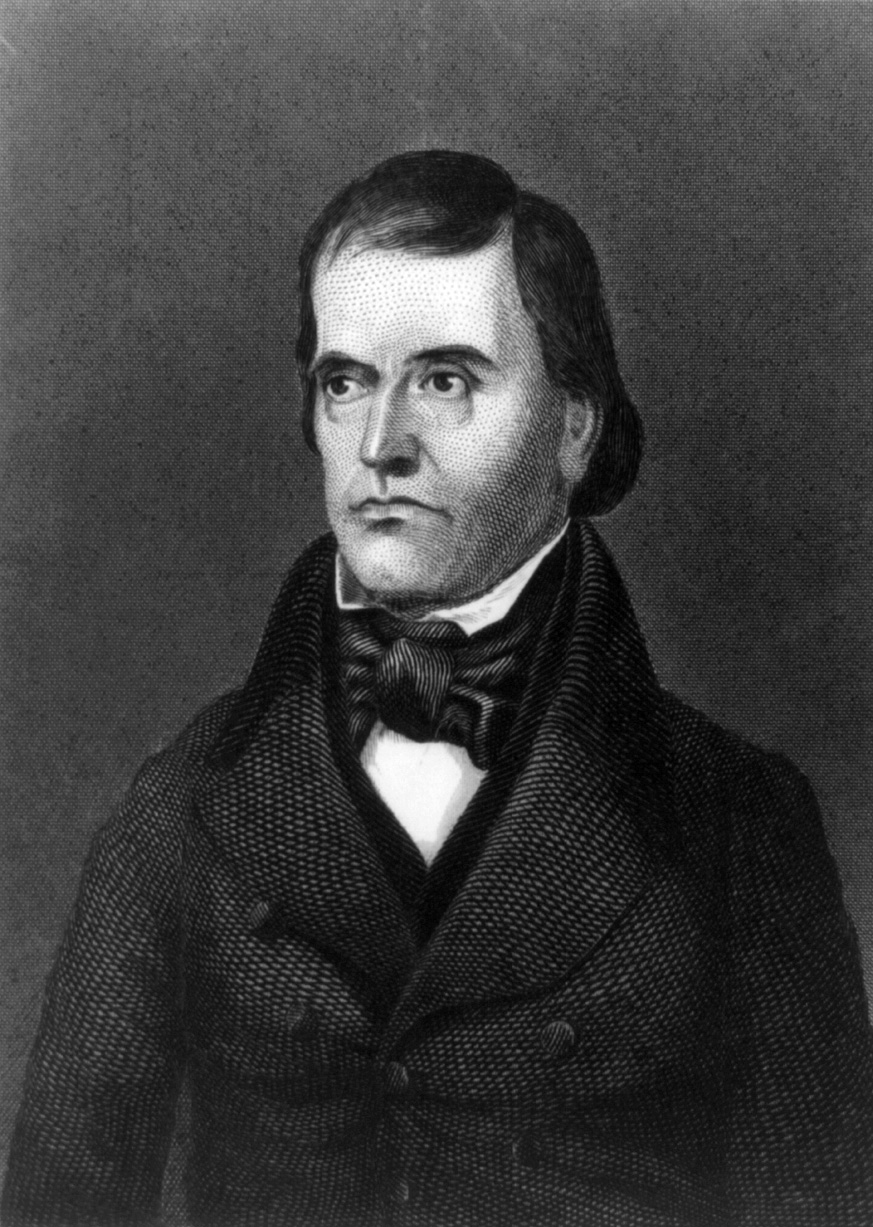
Tilghman Howard

Tilghman Ashurst Howard (* 14. November 1797 bei Pickensville, South Carolina; † 16. August 1844 in Washington-on-the-Brazos, Texas) war ein US-amerikanischer Jurist und Politiker. In den Jahren 1839 und 1840 vertrat er den Bundesstaat Indiana im US-Repräsentantenhaus.

## Werdegang
Tilghman Howard besuchte die öffentlichen Schulen seiner Heimat. Im Jahr 1816 kam er nach Knoxville in Tennessee. Nach einem anschließenden Jurastudium und seiner im Jahr 1818 erfolgten Zulassung als Rechtsanwalt begann er in Knoxville in diesem Beruf zu arbeiten. Gleichzeitig schlug er eine politische Laufbahn ein. Im Jahr 1824 gehörte er dem Senat von Tennessee an. Sechs Jahre später, 1830, zog er nach Bloomington in Indiana, wo er ebenfalls als Anwalt praktizierte. Ab 1833 war er in Rockville ansässig. Zwischen 1833 und 1837 fungierte Howard in der Nachfolge von Samuel Judah als Bundesstaatsanwalt für den Distrikt Indiana. Politisch schloss er sich der von Andrew Jackson gegründeten Demokratischen Partei an.
In den Jahren 1838 und 1843 kandidierte Howard erfolglos für den US-Senat. Am 5. August 1839 wurde er bei einer Nachwahl im siebten Kongresswahlbezirk von Indiana in das US-Repräsentantenhaus in Washington, D.C. gewählt. Dieses Mandat übte er bis zu seinem Rücktritt am 1. Juni 1840 aus. In diesem Jahr bewarb er sich um das Amt des Gouverneurs von Indiana, unterlag aber dem Whig-Kandidaten Samuel Bigger mit 46:53 Prozent der Stimmen. Am 11. Juni 1844 wurde Tilghman Howard zum amerikanischen Gesandten in der damals selbständigen Republik Texas ernannt. Nur wenige Wochen nachdem er dort eingetroffen war, starb er in Washington-on-the-Brazos, einer Stadt in Texas.
Nach ihm sind Howard County in Indiana und Howard County in Iowa benannt.